# Ibón

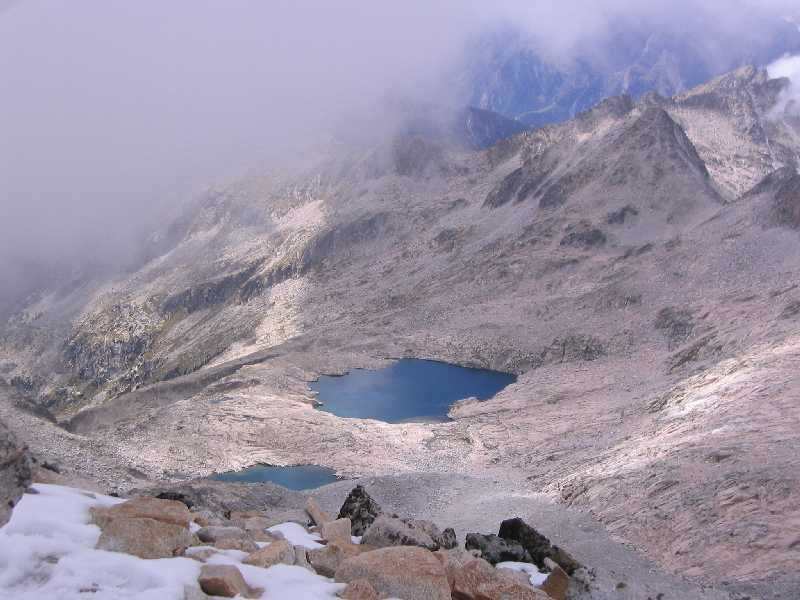
Ibones de Coronas depuis le sommet de l'Aneto (3 404 m) dans les Pyrénées (Espagne).

Ibón est le terme en aragonais pour les petits lacs de montagne d'origine glaciaire des Pyrénées, généralement au-dessus de 2 000 m. Ils sont pour beaucoup d'entre eux à l'origine ou la source des cours d'eau d'Aragon.
On recense un total de 94 ibones de tailles et de formes très différentes; certains d'entre eux sont utilisés pour alimenter des petites centrales hydroélectriques.
Les ibones d'Anayet, de Sabocos, d'Ip ou d'Estanés sont les plus connus.

## Étymologie
Étymologiquement, le mot ibon provient avec quasi-certitude du vocable basque ibai (rivière), et désignait à l'origine des sources bouillonnantes. 

## Géologie
Lorsque le terrain où se trouve la source forme une cuve, souvent creusée par la présence ancienne d'un glacier, ces eaux forment un lac de grande ou petite taille en fonction des caractéristiques morphologiques du site.

## Mythologie
Il existe, selon les légendes locales, des ibones enchantés, où vivent des fées, comme celui du
Plan.